# Rhodopsona
Rhodopsona is een geslacht van vlinders van de familie bloeddrupjes (Zygaenidae), uit de onderfamilie Chalcosiinae.

## Soorten
- R. bocki (Swinhoe, 1905)
- R. costata (Walker, 1854)
- R. decolorata Hering, 1930
- R. jordani Oberthür, 1910
- R. marginatus (Wileman, 1910)
- R. reverdini Oberthür, 1910
- R. rubiginosa (Leech, 1898)
- R. rutila Jordan, 1910